# Knalldosa

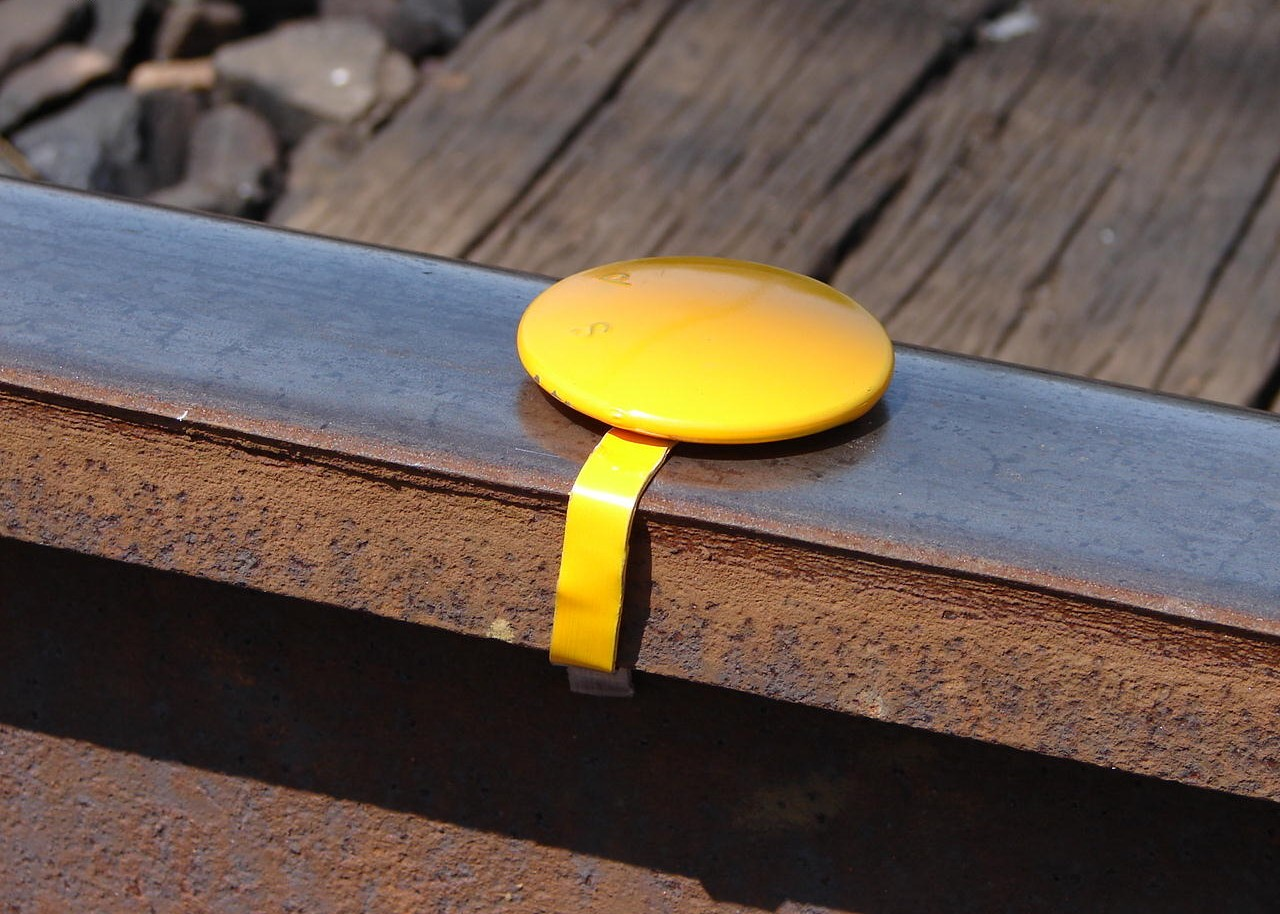
Knalldosa monterad på en räl.

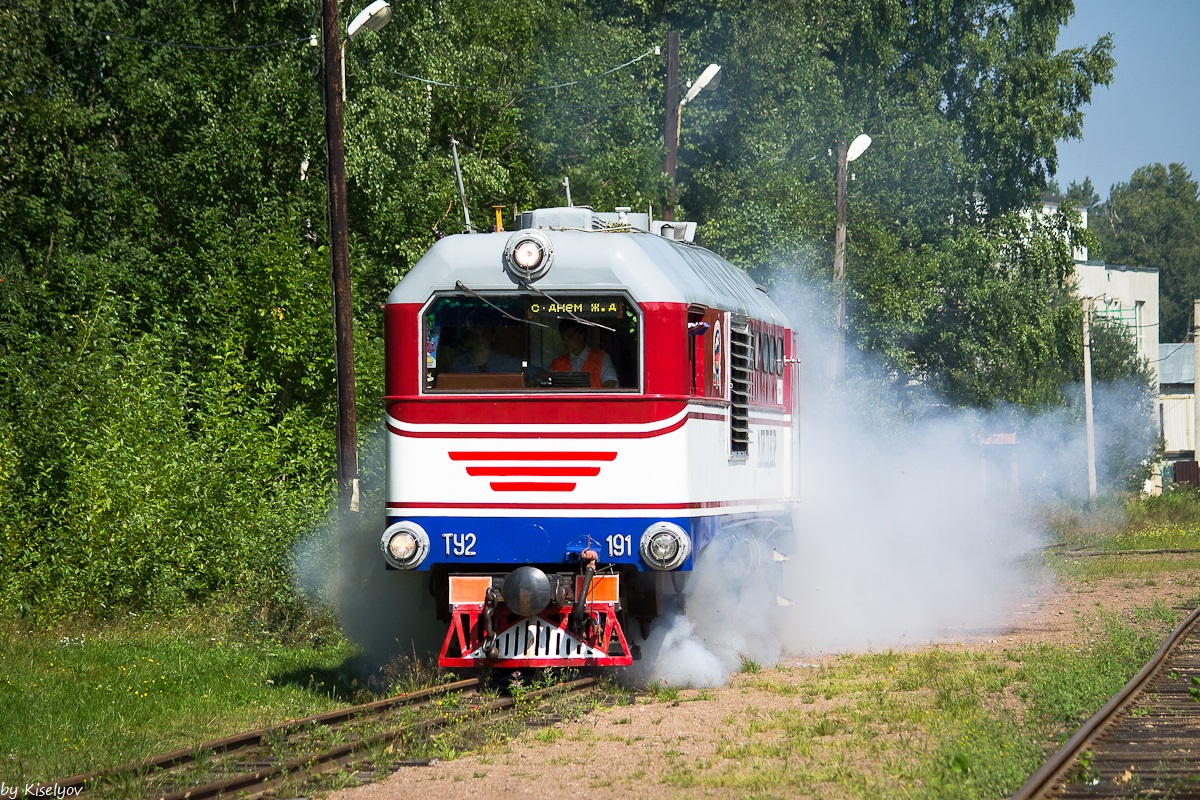
Lok som kör över en knalldosa.

Knalldosa är beteckningen på en signalanordning, med betydelsen "stopp", som användes vid järnvägen för att påkalla uppmärksamhet vid fara eller annan icke reguljär signalering. Knalldosan uppfanns 1837 av engelsmannen Edward Alfred Cowper.
När ett tåg kör över en knalldosa exploderar den, vilket signalmässigt har betydelsen "stopp", varför tåget måste bromsas till stillastående snarast möjligt.
Signalen är en typ av nödsignal och består av en dosa i vilken ett sprängämne finns. Dosan anbringas på ena rälens huvud, på anliggingsytan för tågens hjul, så att när tåget passerar exploderar dosan med en kraftig knall. 
Knalldosor är en tidig form av signal och före 1877 benämndes de knallsignaler. I Sverige togs knalldosor ur säkerhetsordningen (SÄO) från och med utgåva 12 (1973).